# Ludwig Benjamin

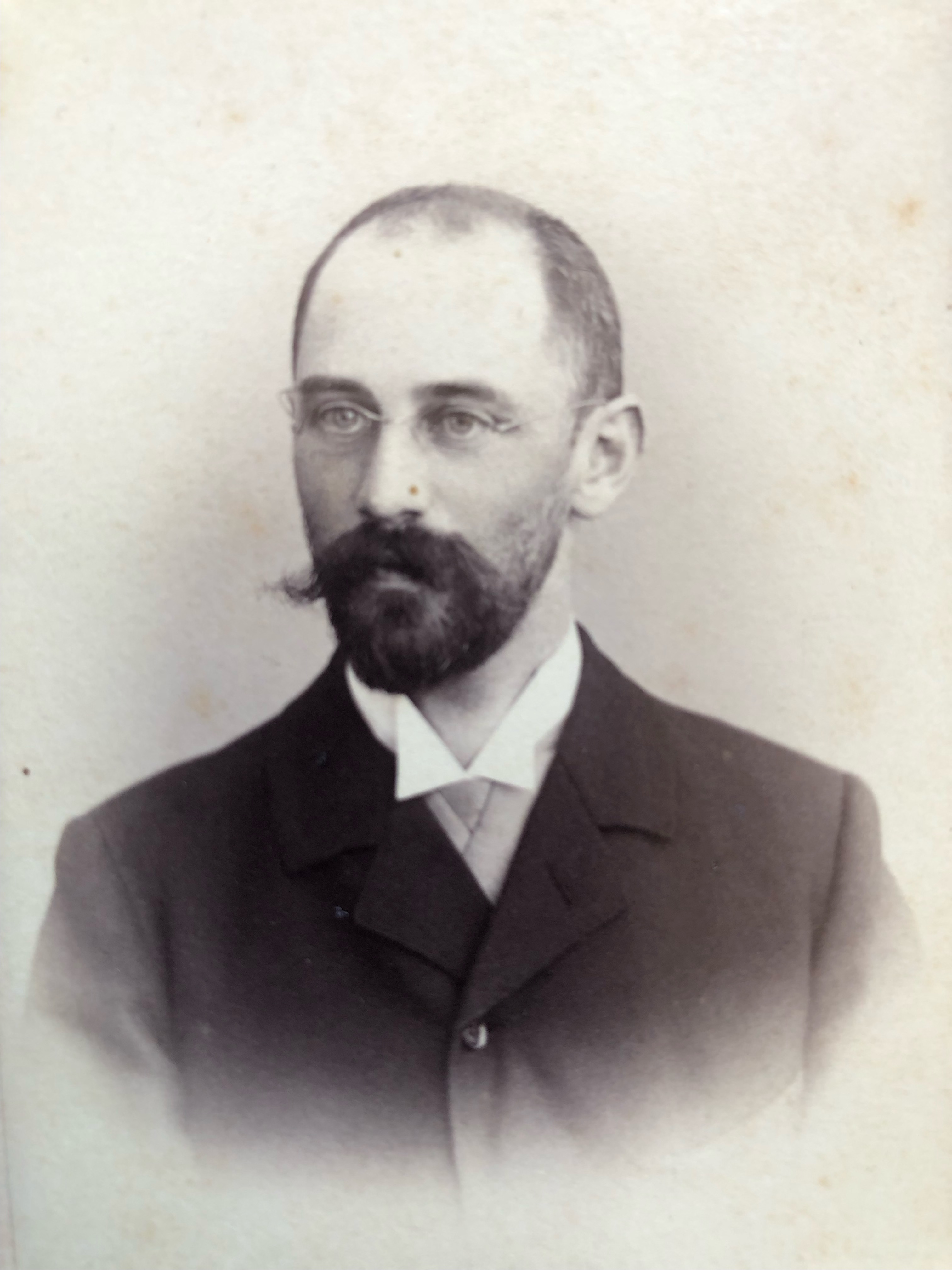
Ludwig Benjamin, um 1907

Ludwig Benjamin (* 2. September 1855; † 21. Dezember 1945 in Hamburg) war ein deutscher Schiffbauingenieur, der sich besonders auf dem Gebiet der Schiffsstabilität einen Namen gemacht hat.

## Biografie

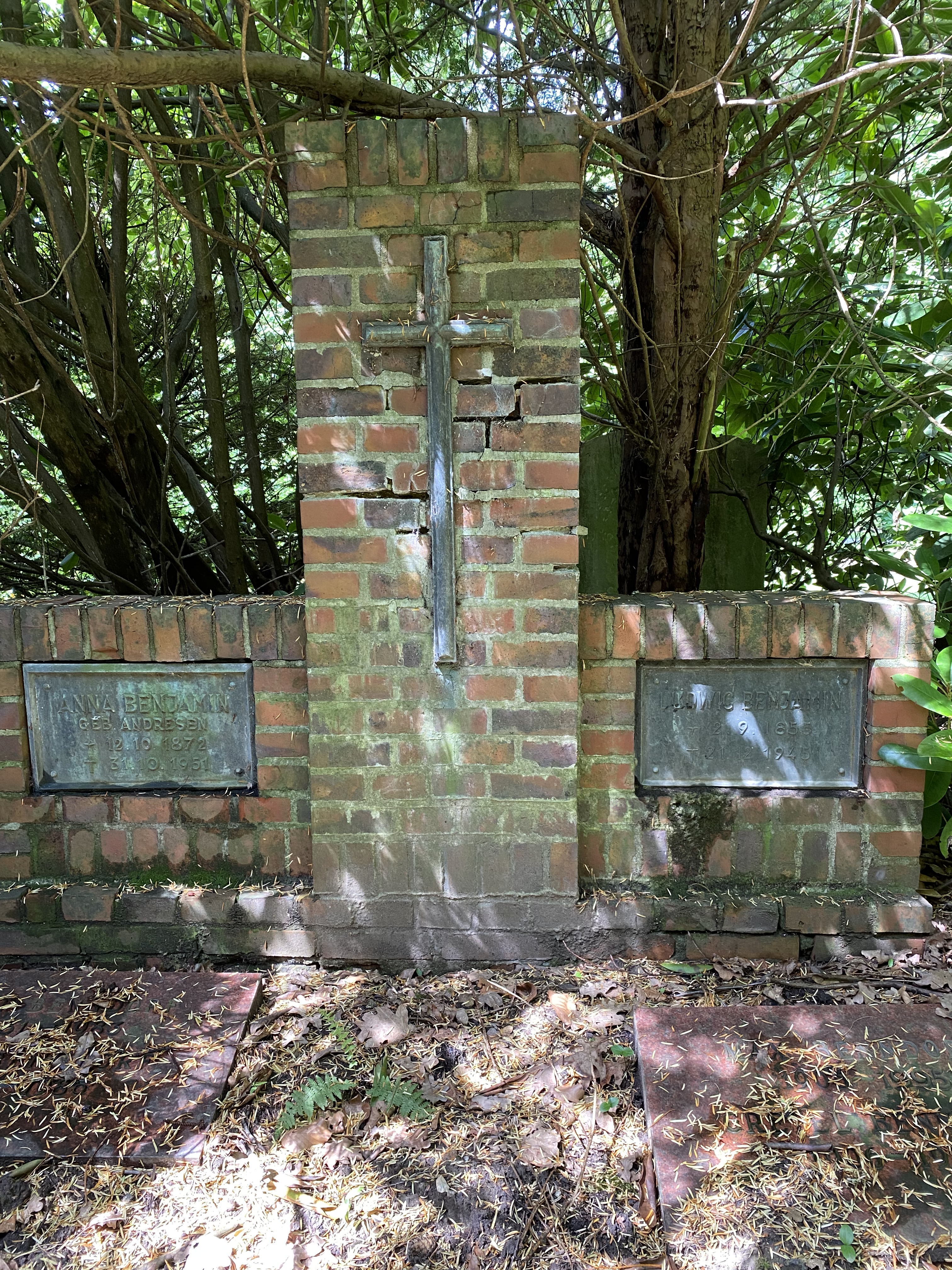
Grabstätte auf dem Friedhof Ohlsdorf

Benjamin wurde 1855 als Sohn jüdischer Eltern geboren und ging nach dem Schulbesuch und dem Beginn der Ausbildung zur weiteren Vervollständigung seiner Fähigkeiten nach Großbritannien, wo er 1884 zu einem der wenigen deutschen Mitglieder der Institution of Naval Architects wurde. Sein erster Vortrag in dieser Gesellschaft über eine neue Methode der Stabilitätsberechnung mittels Scheinmetazentrum wurde zwar noch von Edward James Reed kritisiert, Reed würdigte Benjamins neue Methode der Berechnung jedoch schon kurz darauf in seinen 1885 erschienenen Buch The Stability of Ships als Zeichen bemerkenswerter Qualifikation und Erfindungsgabe. Die Einführung des Scheinmetazentrums auf dem Schnittpunkt des Auftriebsvektors mit der Schiffsmitte vereinfachte die Darstellung und Berechnung der Stabilität bei größeren Krängungswinkeln.
Nach seiner Zeit in Großbritannien arbeitete Ludwig Benjamin zunächst als 1. Ingenieur bei der Howaldt' schen Werft in Kiel. Ab August 1890 wurde Benjamin Teilhaber der Werft Schlömer & Jensen in Tönning. Von 1895 bis 1897 reiste Benjamin im Auftrag der Hamburger Werft Blohm&Voss nach Japan, um dort den Aufbau der Schiffsbauindustrie zu unterstützen. 1907 wurde er Mitglied der Schiffbautechnischen Gesellschaft und hielt dort einen Vortrag über das Kentern von Schiffen beim Stapellauf. Ein solcher Kentervorgang von 1883 bei einem Stapellauf der Werft William Denny and Brothers in Dumbarton hatte zu verstärkter Erforschung von Hebelarmkurven in verschiedenen Betriebszuständen geführt. Aufmerksamkeit erregte Benjamins Vortrag durch das Kentern der Principessa Jolanda im September 1907. Weitere Beiträge zur Stabilität von Schiffen zielten auf die – später umgesetzten – Einführung einheitlicher Mindestanforderungen der Schiffsstabilität und die Erforschung von Rollschwingungen. Nach seiner Rückkehr aus Japan arbeitete Ludwig Benjamin als selbstständiger Zivilingenieur in Hamburg. Obgleich Benjamin nicht der jüdischen Konfession angehörte, wurde er 1936 aufgrund einer geänderten Satzung, die nur noch „arische Mitglieder“ zuließ, aus der Schiffbautechnischen Gesellschaft ausgeschlossen. 2024 wurde Benjamin rückwirkend als ordentliches Mitglied in die Gesellschaft wieder aufgenommen. Er wurde aufgrund seiner nichtjüdischen Ehefrau bis zum Ende des Dritten Reiches von einer Deportation ausgenommen. Er wurde 1945 auf dem Friedhof Ohlsdorf beigesetzt. Die Grabstätte befindet sich im Planquadrat V 15 westlich von Kapelle 2.

## Schriften (Auswahl)
- Contribution to the Solution of the Problem of Stability, Transactions of the Institution of Naval Architects, Vol. 25, London 1884
- Das kentern der Schiffe beim Zuwasserlassen, Jahrbuch der Schiffbautechnischen Gesellschaft. 9. Band, Springer, Berlin 1908
- Über das Maß der Stabilität der Schiffe, Jahrbuch der Schiffbautechnischen Gesellschaft. 15. Band, Springer, Berlin 1914 Digitalisat
- Über Rollschwingungen der Schiffe und ihre Beziehung zur Stabilität, Jahrbuch der Schiffbautechnischen Gesellschaft. 16. Band, Springer, Berlin 1915

## Literatur

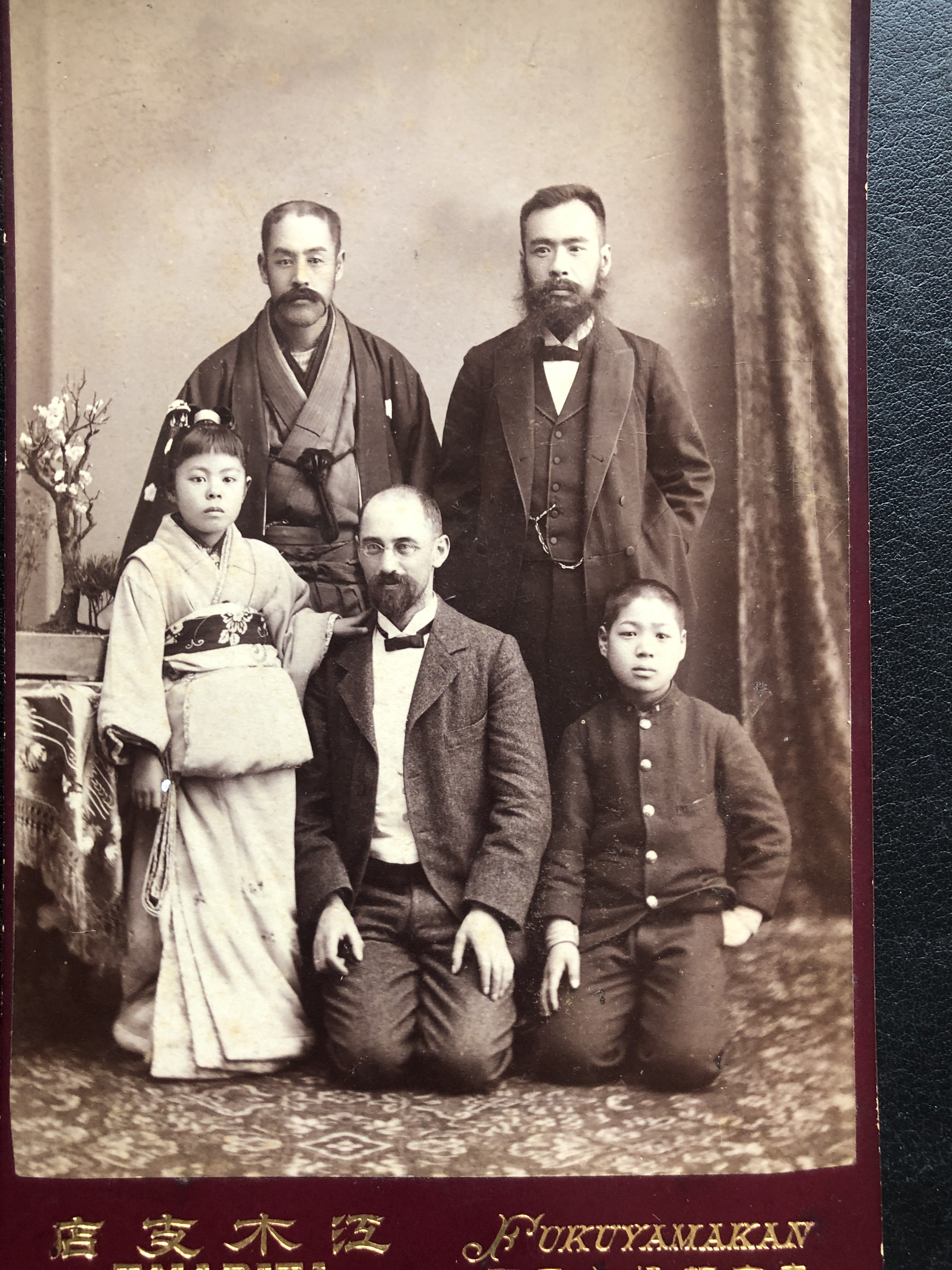
Ludwig Benjamin, Tokio, 1896